# 大津浩
大津 浩（おおつ ひろし、1957年 - ）は、日本の憲法学者。学位は、博士（法学）（一橋大学・2015年）。
明治大学法学部教授。環日本海学会理事。元憲法理論研究会事務局長。弁護士。

## 略歴
1976年 新潟県立六日町高等学校卒業。1982年 一橋大学法学部卒業。
1987年 一橋大学大学院法学研究科博士課程単位取得満期退学、指導教官杉原泰雄、新潟大学教育学部助手就任。
1988年 新潟大学教育学部専任講師昇格。1989年 新潟大学教育学部助教授昇格。1997年 東海大学法学部助教授就任。1999年 東海大学法学部教授昇格。2002年 ロベール・シューマン大学招聘教授兼任。
2003年 弁護士登録（東京第一弁護士会）。
2004年 東海大学法科大学院教授就任。2005年 エクス・マルセイユ第3大学（現エクス＝マルセイユ大学）招聘教授兼任。
2007年 成城大学法学部教授就任。2009年 エクス・マルセイユ第3大学政治学院招聘教授兼任。
2014年 憲法理論研究会事務局長。
2015年 一橋大学より博士（法学）の学位を取得。
2017年 明治大学法学部教授就任、衆議院憲法審査会参考人。

## 著書
- 『フランス地方分権制と単一国主義』（有信堂、1988年）
- 『自治体外交の挑戦』（有信堂、1994年）
- 『フランスにおける自治体統制権の憲法理論』（日本評論社 、1998年）
- 『憲法四重奏』（有信堂、2002年）（大藤紀子・高佐智美・長谷川憲との共著）
- 『フランスの憲法判例』（有信堂、2002年）